# Silvio Rodríguez en Chile
En Chile es el segundo álbum en vivo de Silvio Rodríguez grabado el 31 de marzo de 1990, durante el primer recital que ofreció en ese país tras el retorno a la democracia, después haber estado prohibida su entrada a Chile durante la dictadura de Augusto Pinochet.
Se realizó en el Estadio Nacional con una concurrencia cercana a las 80 mil personas. Contó con la participación del grupo cubano Irakere, del pianista Chucho Valdés y de Isabel Parra con su grupo. 
El disco fue mezclado entre los meses de junio y septiembre de 1990 en los Estudios Polygram, en México D.F., y lanzado el año 1991.

## Lista de canciones
Todas las canciones escritas y compuestas por Silvio Rodríguez. 
| CD1 |                                                                              |          |  |
| N.º | Título                                                                       | Duración |  |
| 1.  | «Concierto andino» (Instrumental de Chucho Valdés, interpretada por Irakere) | 9:55     |  |
| 2.  | «Causas y azares»                                                            | 6:50     |  |
| 3.  | «Yo soy de donde hay un río o Décimas a mi abuelo»                           | 3:40     |  |
| 4.  | «Tonada de la muerte»                                                        | 6:00     |  |
| 5.  | «Pequeña serenata diurna»                                                    | 4:00     |  |
| 6.  | «El hombre extraño»                                                          | 3:34     |  |
| 7.  | «La maza»                                                                    | 5:34     |  |
| 8.  | «Por quien merece amor»                                                      | 6:40     |  |
| 9.  | «Canción en harapos»                                                         | 7:27     |  |
| 10. | «La escalera»                                                                | 6:06     |  |

| CD2 |                                                           |          |  |
| N.º | Título                                                    | Duración |  |
| 1.  | «Generaciones» (con Isabel Parra)                         | 4:10     |  |
| 2.  | «Solo el amor» (Interpretada por Isabel Parra y su grupo) | 6:03     |  |
| 3.  | «Unicornio»                                               | 4:57     |  |
| 4.  | «Sueño de una noche de verano»                            | 6:51     |  |
| 5.  | «En el jardín de la noche»                                | 8:21     |  |
| 6.  | «Rabo de nube»                                            | 3:02     |  |
| 7.  | «Mariko-San»                                              | 3:25     |  |
| 8.  | «En mi calle»                                             | 3:36     |  |
| 9.  | «Oh Melancolía»                                           | 5:00     |  |
| 10. | «La resurrección»                                         | 9:50     |  |
| 11. | «Santiago de Chile»                                       | 4:56     |  |
| 12. | «Venga la esperanza»                                      | 9:20     |  |